# 古都 (川端康成)
《古都》為日本作家川端康成在晚年於1962年發表的一部中篇小說。“古都”指的是日本京都。

## 简介
《古都》基本上表現出日本傳統的美学思想，藉由京都在戰後的人事內外在的情事糾葛、失散姐妹的離合情懷、男女的愛戀、傳統的媒妁婚姻。並配以日本傳統祭典所表現的內在拘謹心理意識之外顯，而透露出日本文化中的物哀、風雅、與幽玄的獨特美感。
《古都》是川端康成末年之作，討論川端康成一貫關心的主題，包括：兩性之間的鴻溝、兩性差異的焦慮、單純無邪的嚮往、人間和自然的結合、環境和個性的結合--古都同時探討居住戰後古都京都的藝術家對現代與傳統的愛憎情理，現代很吸引人，又使人迷惘，社會在變，大眾的文學品味也在變，如何在現代化過程中站得住腳而保留傳統性質是個大問號。
小说的一大特色是描述了京都的多个节日，包括平安神宫的时代祭、葵祭、鞍马寺的伐竹会、祇園祭、“大字”篝火仪式等。小说中还以京都的各处名胜为背景，演绎人物的故事。

## 情節概要
佐田千重子是佐田太吉郎與佐野阿繁夫婦的女兒，這對夫婦在京都開了一間店經營和服批發生意。千重子現在20歲了，好多年來都已經知道她是太吉郎與阿繁所認養的棄嬰。在八坂神社的一次偶然遭逢，使千重子知道她有一位雙胞胎姐妹苗子，並知道苗子住在京都背面北山的杉村，而且工作在北山之北的杉林區。千重子和苗子十分相似的外貌把手織機店「大友」的長男大野秀男給搞糊塗了。秀男是一位日本傳統的編織工，也是千重子的暗中追求者。秀男由于地位差距而不敢向千重子表达爱意，转而追求苗子，被苗子婉拒，因为苗子知道秀男心中爱慕的是千重子。
最後千重子依据日本傳統的媒妁之言相親，招贅同業大店「水木商店」的长子水木龍助進門，希望藉由龍助的商業經營能力來幫助扶持太吉郎與阿繁夫婦早已經營不善的和服批發生意，而龍助的弟弟真一是千重子兒時的玩伴。不管人情世故如何的變化，有古都之稱的京都，還是一如往常的隨春夏秋冬的變化在歷史中流轉。

## 作品關聯
《古都》和其他兩部中篇小說，于1968年獲得諾貝爾獎委員會審核通過，由於以豐富的感情、高超的敘事性技巧、並以非凡之敏銳表現了日本人內在精神的特質，據以頒給川端康成諾貝爾文學獎。其他兩部為《雪国》（1935年-1948年）與《千羽鶴》（1949年-1951年）。

## 改编电影
- 古都 (1963年电影)（日语：古都 (1963年の映画)）（松竹制作，主演：岩下志麻、吉田輝雄、長門裕之）
- 古都 (1980年电影)（日语：古都 (1980年の映画)）（東寶制作，主演：山口百惠、三浦友和、實川延若、岸惠子、北詰友樹）
- 古都 (2005年單發電視劇)（日语：古都 (2005年のテレビドラマ)）（主演：上戶彩）
- 古都 (2016年电影)（日语：古都 (2016年の映画)）（東映製作，主演：松雪泰子、橋本愛、成海璃子）

## 外部連結
- 八坂神社（日文）
- YouTube上的古都(song)